# Avion Express

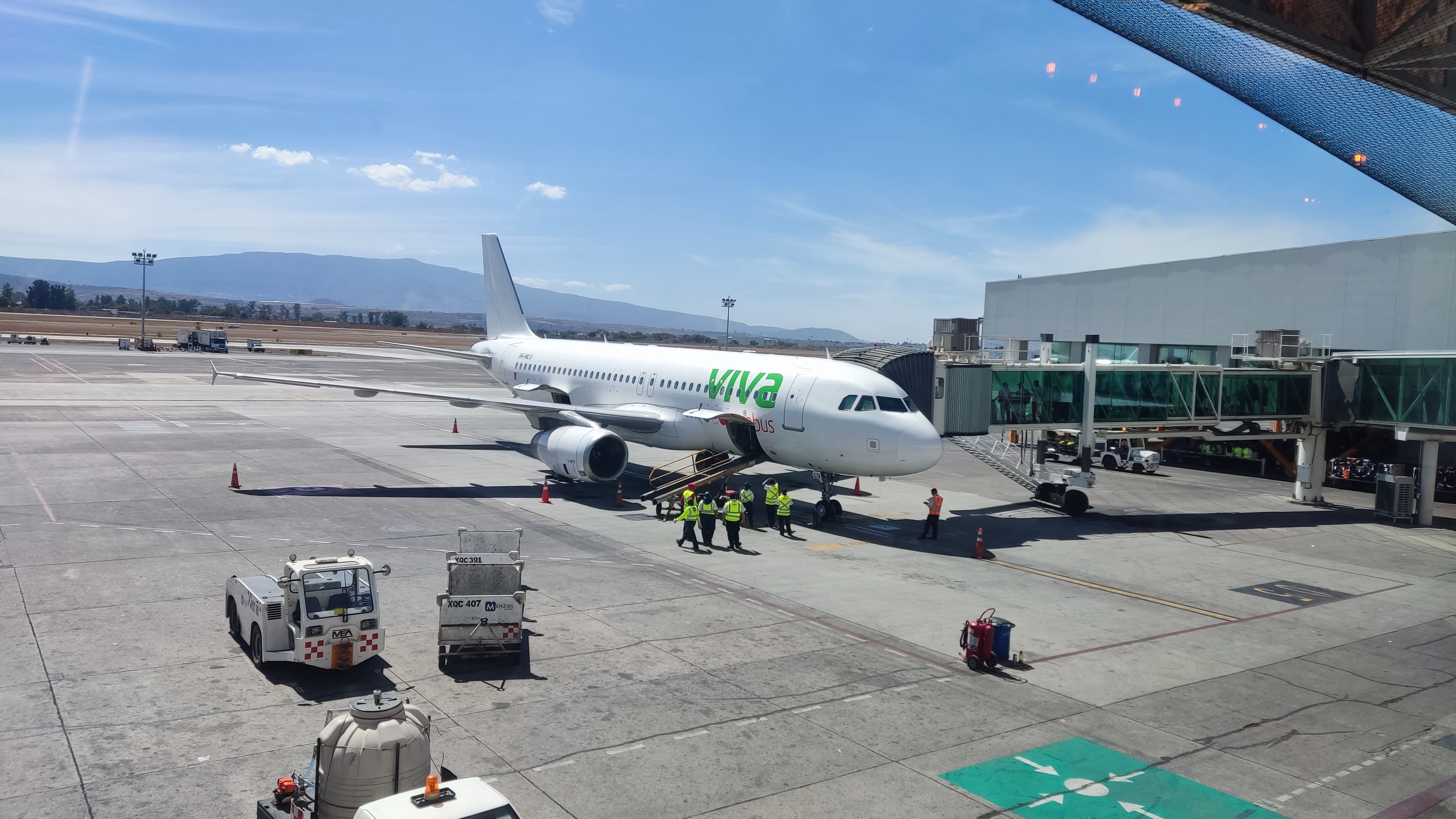
Airbus A320-233 de Viva operado por Avion Express (9H-MLV) en el Aeropuerto Internacional de Guadalajara.

Avion Express es el mayor operador ACMI (por las siglas en inglés correspondientes a aeronave, tripulación, mantenimiento y seguros) de fuselaje estrecho del mundo y la mayor aerolínea de Lituania. Con sede en Vilna, Avion Express trabaja actualmente con clientes en Europa, América del Sur, Asia-Pacífico.
ACMI se puede definir como un acuerdo de arrendamiento de aeronaves celebrado entre dos líneas aéreas, en el que una de las líneas aéreas (la arrendadora) proporciona los aviones, tripulación, mantenimiento y seguros (ACMI) a la otra aerolínea (la arrendataria), que es quien paga las horas trabajadas. La arrendataria también cubre los costes de operaciones directas (DOC) que incluyen, entre otras: combustible, tarifas aeroportuarias y cargos por sobrevuelo, así como cualquier otras tasas, impuestos, etc.

## Historia
Fundación
Avion Express nació en 2005 bajo el nombre Nordic Solutions Air Services. En ese momento, la aerolínea operaba cuatro aviones de carga y pasajeros Saab 340.
En 2008, la empresa fue rebautizada con su nombre actual: Avion Express. Más tarde, en 2010, Avion Express fue adquirida por la compañía de inversión francesa Eyjafjoll SAS, formada por Avion Capital Partners de Suiza junto con otros inversores. Los nuevos propietarios pusieron en práctica una estrategia a largo plazo para hacer crecer la aerolínea como especialista ACMI. La primera fase de este plan consistió en la introducción de un Airbus A320 en la flota.
Crecimiento posterior
En 2011, Avion Express presentó su primer avión de pasajeros Airbus A320 LY-VEX, que también fue el primer avión Airbus registrado en Lituania. La introducción de este avión marcó una nueva era en la historia de la compañía. En diciembre se añadieron otros dos Airbus A320 a la flota.
En 2012, se alquilaron dos aviones Airbus A320 a la aerolínea islandesa WOW air.
En 2013, Avion Express superó con éxito la auditoría de seguridad operacional de IOSA, obteniendo consecuentemente la certificación IATA. El último avión de carga Saab 340 fue retirado de operación en marzo de 2013.
Durante el verano de 2014, la aerolínea operaba una flota de 9 Airbus A320 y 2 Airbus A319. Ese mismo año, Avion Express estableció una filial, Dominican Wings, una aerolínea de bajo coste con sede en Santo Domingo, República Dominicana.
Situación actual
En el verano de 2017, Avion Express introdujo el avión Airbus A321 en la flota de la empresa. Durante el año 2017, un total de 3 aeronaves de este tipo comenzaron a operar en nombre de Thomas Cook Airlines y Condor.
En junio de 2017, Avion Express anunció la venta de su participación del 65 % en Dominican Wings al Presidente de la Compañía, el Sr. Víctor Pacheco.
En 2019, Avion Express estableció Avion Express Malta, una empresa subsidiaria con sede en Malta. La compañía inició operaciones en mayo y actualmente opera 8 aviones Airbus A320 y A321.

## Entrenamiento de tripulación
En agosto de 2017, Avion Express firmó un acuerdo de asociación con la Academia de Aviación de Lituania (Instituto de Aviación de VGTU A. Gustaitis). El enfoque principal de la asociación es brindar a los estudiantes de Pilotaje de Aeronaves y programas técnicos la oportunidad de aprender más sobre la aviación y la empresa, adquirir experiencia mientras realizan pasantías y unirse a la aerolínea después de sus estudios. Desde el otoño de 2017, Avion Express también ha estado colaborando con BAA Training en el programa de cadetes para personas con poca o ninguna experiencia de vuelo. Según esta asociación, BAA Training está capacitando y proporcionando pilotos para cubrir las vacantes de la flota en expansión de Avion Express. En abril de 2019, Avion Express anunció el lanzamiento de su primer programa de capacitación MPL con capacitación BAA.

## Flota

### Flota Actual
A noviembre de 2023, Avion Express opera la siguiente flota:
| Aeronave        | En servicio | Pasajeros                                 | Notas                                     |
| --------------- | ----------- | ----------------------------------------- | ----------------------------------------- |
| Airbus A320-200 | 52          | 180                                       |                                           |
| Airbus A321-200 | 2           | 220                                       |                                           |
| Total           | 54          | 15,4 años promedio de flota (agosto 2023) | 15,4 años promedio de flota (agosto 2023) |